# 愛の喜び (クライスラー)

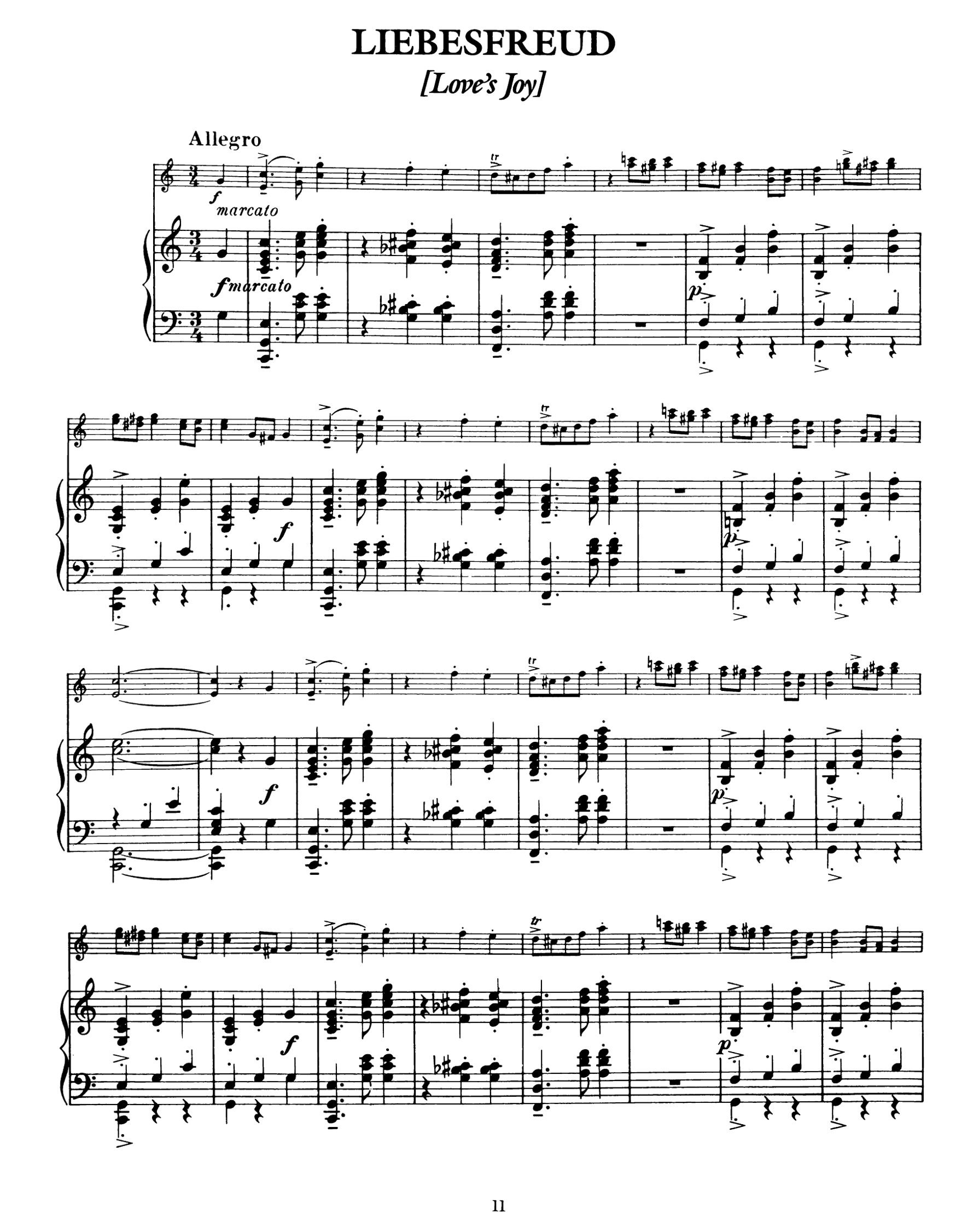
楽譜

愛の喜び（あいのよろこび、ドイツ語： Liebesfreud）はフリッツ・クライスラーのピアノとヴァイオリンのための小作品。

## 概要
ウインナ・ワルツの要素が取り入れられた、文字通り喜びを表す晴れやかな作品で、愛の悲しみ（Liebesleid）と対になって演奏会に取り上げられることがある。さらに「美しきロスマリン」(Schön Rosmarin) を加えて3部作「ウィーン古典舞曲集」(Alt-Wiener Tanzweisen) とされる。
当初はクライスラーの意向によりヨーゼフ・ランナー作曲の作品として発表された。
三部形式。ハ長調。4分の3拍子。
Allegro
重音奏法の主和音で勢いよくはじまる。6度・3度の音程で単純かつ親しみやすい。中間部はヘ長調の穏やかな響き。